# 東部州 (シエラレオネ)
東部州（Eastern Province）は西アフリカのシエラレオネの州である。シエラレオネの東部に位置し、ギニアとリベリアと国境を接する。面積は15,676km2で人口は1,943,610人（2021年国勢調査）である。州都はケネマ（Kenema）。州知事はサー・ランドルフ・フィリファボー（Sahr Randolph Fillie-Faboe）。
1945年に南部州から分離、設立された。

## 下位行政区画
東部州は更に3つの地区に細分されている。
| 地区名         | 英語名            | 中心地     | 英語名   | 面積 (km2) | 人口 (2021年) |
| -------------- | ----------------- | ---------- | -------- | ---------- | ------------- |
| カイラフン地区 | Kailahun District | カイラフン | Kailahun | 3,940      | 550,435       |
| ケネマ地区     | Kenema District   | ケネマ     | Kenema   | 6,345      | 772,472       |
| コノ地区       | Kono District     | コイドゥ   | Koidu    | 5,391      | 620,703       |